# جون وينغيت ثورنتون
جون وينغيت ثورنتون (بالإنجليزية: John Wingate Thornton) هو إحصائي ومحامي ومؤرخ أمريكي، ولد في 12 أغسطس 1818 في ساكو في الولايات المتحدة، وتوفي في 6 يونيو 1878 في Scarborough, Maine ‏ في الولايات المتحدة.